# Прихована загроза (фільм, 2001)
«Прихована загроза» (англ. Domestic Disturbance) — кримінальний трилер 2001 року, знятий американським режисером Гарольдом Бекером. Виконавець головної ролі в фільмі Джон Траволта був двічі номінований на «Золоту малину» як найгірший актор.

## Сюжет
Після розлучення з будівельником яхт Френком Сьюзан виходить заміж за заможного Ріка. У колишніх є спільний 12-річний син Денні. Хлопчику не сподобався вчинок мами й він почувався себе нещасливим у новій сім'ї з вітчимом. Стосунки між ними одразу не складалися, хоча мама сприяла їхньому зближенню.
Новина про появу майбутньої дитини Сьюзан і Ріка погіршила ситуацію. Щоб побачитись з батьком, Денні потайки ховається в автомобілі вітчима, з надією вислизнути по дорозі. Хлопчик стає свідком вбивства Ріком Рея, який приходив на весілля. Денні повідомляє батька та поліцію про цей випадок. Але йому вірить тільки Френк, який веде власне розслідування. Він дізнається про кримінальне минуле та справжнє ім'я вітчима сина. Рік робить невдалу спробу вбити Френка.
Сьюзан розуміє небезпеку та тікає з Денні. Рік перехоплює їх, взявши хлопчика в заручники. Френку вдається вбити Барнса та врятувати колишню дружину з сином.

## У ролях
| Актор                 | Роль                     |
| --------------------- | ------------------------ |
| Джон Траволта         | Френк Моррісон           |
| Вінс Вон              | Рік Барнс / Джек Парнелл |
| Тері Поло             | Сьюзан Барнс             |
| Стів Бушемі           | Рей Коулмен              |
| Метт О'Лірі           | Денні Моррісон           |
| Рубен Сантьяго-Гадсон | Едгар Стівенс            |
| Кріс Елліс            | детектив Воррен          |
| Анжеліка Пейдж        | Петті                    |
| Дебра Муні            | Тереза                   |
| Ребекка Тілні         | Лорі                     |

## Створення фільму

### Виробництво
Зйомки фільму проходили в Північній Кароліні, США.

### Знімальна група
- Кінорежисер — Гарольд Бекер
- Сценаристи — Льюїс Колік, Вільям С. Команор, Гері Дракер
- Кінопродюсери — Гарольд Бекер, Дональд Ді Лейн, Джонатан Д. Крейн
- Композитор — Марк Манчіна
- Кінооператор — Майкл Серезін
- Кіномонтаж — Пітер Гонесс
- Художник-постановник — Клей А. Гріффіт
- Артдиректор — Баррі Часід
- Художник-декоратор — Роберт Грінфілд
- Художник з костюмів — Боббі Рід
- Підбір акторів — Гретхен Реннелл[2]

## Сприйняття

### Критика
Фільм отримав переважно негативні відгуки. На сайті Rotten Tomatoes оцінка стрічки становить 24 % на основі 100 відгуків від критиків (середня оцінка 4/10) і 37 % від глядачів із середньою оцінкою 2,9/5 (42 578 голосів). Фільму зарахований «гнилий помідор» від кінокритиків та «розсипаний попкорн» від глядачів, Internet Movie Database — 5,5/10 (22 754 голоси), Metacritic — 29/100 (27 відгуків критиків) і 8,6/10 (52 відгуки від глядачів).

### Номінації та нагороди
| Нагороди та номінації фільму «Прихована загроза» | Нагороди та номінації фільму «Прихована загроза» | Нагороди та номінації фільму «Прихована загроза» | Нагороди та номінації фільму «Прихована загроза» | Нагороди та номінації фільму «Прихована загроза» | Нагороди та номінації фільму «Прихована загроза» |
| Рік                                              | Кінофестиваль/кінопремія                         | Категорія/нагорода                               | Номінант                                         | Результат                                        |                                                  |
| ------------------------------------------------ | ------------------------------------------------ | ------------------------------------------------ | ------------------------------------------------ | ------------------------------------------------ | ------------------------------------------------ |
| 2001                                             | Спілка кінокритиків Сан-Дієго                    | Спеціальна нагорода                              | Стів Бушемі                                      | Перемога                                         |                                                  |
| 2002                                             | «Молодий актор»                                  | Найкраща роль молодого актора другого плану      | Метт О'Лірі                                      | Номінація                                        |                                                  |
| 2002                                             | «Золота малина»                                  | Найгірший актор                                  | Джон Траволта                                    | Номінація                                        |                                                  |
| 2010                                             | «Золота малина»                                  | Найгірший актор десятиліття                      | Джон Траволта                                    | Номінація                                        |                                                  |